# Primadonna (Marina and the Diamonds)
Primadonna è un singolo della cantante gallese Marina and the Diamonds pubblicato il 20 marzo 2012 dall'etichetta discografica 679 Recordings, primo estratto ufficiale dall'album Electra Heart.

## Il disco
Dopo un mese e mezzo dalla pubblicazione ufficiale, il singolo ha venduto più di 70 000 copie nel solo Regno Unito.
Globalmente, sono state vendute quasi 520 000 copie a livello digitale.
Il 2 agosto 2013, ''Primadonna'' viene certificato disco d'argento nel Regno Unito, per aver venduto più di 200 000 copie.

## Tracce

### CD singolo
1. Primadonna – 3:41
2. Primadonna (Kat Krazy remix) – 3:39
3. Primadonna (Walden remix) – 6:21
4. Primadonna (BURNS remix) – 4:29

### Digital remix EP
1. Primadonna – 3:41
2. Primadonna (Benny Benassi remix) – 7:05
3. Primadonna (Riva Starr remix) – 5:45
4. Primadonna (BURNS Remix) – 4:29
5. Primadonna (Evian Christ remix) – 3:44

### Primadonna Exclusive Acoustic EP (MP3)
1. Primadonna (acustica)
2. Starring Role (acustica)
3. Lies (acustica)

## Classifiche
| Classifica (2012)               | Posizione massima |
| ------------------------------- | ----------------- |
| Australia                       | 21                |
| Austria                         | 3                 |
| Croazia                         | 15                |
| Danimarca                       | 12                |
| Euro Digital Tracks             | 12                |
| Euro Digital Songs              | 12                |
| Germania                        | 18                |
| Irlanda                         | 3                 |
| Italia (Airplay)                | 93                |
| Lituania                        | 10                |
| Nuova Zelanda                   | 4                 |
| Paesi Bassi                     | 95                |
| Regno Unito                     | 11                |
| Regno Unito (Top 100 Streaming) | 8                 |
| Russia                          | 8                 |
| Scozia                          | 9                 |
| Serbia                          | 26                |
| Slovacchia                      | 10                |
| Svizzera                        | 16                |
| Ungheria                        | 14                |

### Classifiche di fine anno
| Classifica (2012)        | Posizione massima |
| ------------------------ | ----------------- |
| Ungheria (Rádiós Top 40) | 32                |
| Nuova Zelanda (RIANZ)    | 43                |
| Irlanda (IRMA)           | 20                |
| Regno Unito (BPI)        | 113               |